# Marcello Sorgi
Marcello Sorgi (né à Palerme, le 31 mars 1955) est un journaliste et essayiste italien, directeur du Tg1 et éditorialiste du quotidien La Stampa.

## Biographie

### Activité journalistique
Il est fils de l'avocat Antonino Sorgi et manifeste depuis l'adolescence un attrait pour le journalisme. Â l'âge de 18 ans en 1973, il est embauché à L'Ora, quotidien de sa ville natale. Entretemps, il suit les traces de son père et est diplômé en jurisprudence, puis le journal le transfère à Rome comme envoyé et en 1979 il passe aux colonnes de Il Messaggero.
En tant que correspondant, expert du terrorisme, Sorgi est devenu rapporteur parlementaire, et embauché en 1986 par La Stampa, le principal journal de Turin, devenant, en 1994, son directeur adjoint.
En 1996, il est directeur du journal radio de la Rai, devenant quelques mois plus tard responsable du TG1, poste qu'il occupe jusqu'en juin 1998. Ensuite, il est directeur de La Stampa. Il laisse la direction en 2005, restant éditorialiste. Il est correspondant à Londres en 2007-2008.

### Activité culturelle
En 2001, il publie chez Sellerio La testa ci fa dire, livre-interview sur l'écrivain Andrea Camilleri.
En 2008, il est curateur de l'éxposition photographique Il Secolo dell'Avvocato, dédiée à la vie de l'industriel Gianni Agnelli, et il écrit sous le même titre l'essai introductif du catalogue de l'exposition.
En 2009, il écrit Edda Ciano e il comunista (publié chez Rizzoli) qui raconte l'histoire d'amour entre Edda Ciano, la fille du Duce, et le chef communiste, Leonida Bongiorno, qui a comme fond l'île de Lipari. Un film est tiré de ce livre pour la Rai Uno, dirigé par Graziano Diana et interprété par Alessandro Preziosi et Stefania Rocca.
Il publie en 2010, toujours chez Rizzoli, Le amanti del vulcano, reconstruction historique du triangle amoureux entre Roberto Rossellini, Ingrid Bergman et Anna Magnani.

### Vie privée
Marcello Sorgi est marié avec la constitutionnaliste Anna Chimenti dont il a deux fils.

## Œuvres
- La testa ci fa dire. Dialogo con Andrea Camilleri, éd. Sellerio, Palermo, 2000, rééd. augmentée, Palermo, Sellerio, 2019  (ISBN 978-88-389-1568-0).
- Il secolo dell'Avvocato, éd. Skira, Milano, 2008  (ISBN 978-88-613-0531-1)
- Edda Ciano e il comunista. L'inconfessabile passione della figlia del duce, éd. Collana Saggi italiani, Rizzoli, Milano, 2009  (ISBN 978-88-170-3053-3)
- Le amanti del vulcano. Bergman, Magnani, Rossellini: un triangolo di passioni nell'Italia del dopoguerra, Collana Saggi italiani, Milano, 2010  (ISBN 978-88-170-3999-4)
- Il grande dandy. Vita spericolata di Raimondo Lanza di Trabia, ultimo principe siciliano, Collana, Rizzoli, Milano, 2011  (ISBN 978-88-170-4825-5)
- Le sconfitte non contano, éd. Collana Saggi italiani, Rizzoli, Milano, 2013  (ISBN 978-88-170-5612-0)
- Colosseo vendesi. Una storia incredibile ma non troppo, éd. Bompiani, Milano, 2016  (ISBN 978-88-452-8208-9)
- Presunto colpevole. Gli ultimi giorni di Craxi, éd. Collana Stile Libero Extra, Einaudi, Torino, 2020  (ISBN 978-88-062-4586-3)
- M. Sorgi-Mario Pendinelli, Quando c'erano i comunisti. I cento anni del Pci tra cronaca e storia, éd. Collana Gli specchi, Marsilio, Venezia, 2020
- Mura. La scrittrice che sfidò Mussolini, éd. Collana Gli specchi, Marsilio, Venezia, 2022  (ISBN 978-88-297-1676-0)